# Österreichisches Schwarzes Kreuz
L’Österreichisches Schwarzes Kreuz, ÖSK (en français : Croix noire autrichienne) est une association humanitaire autrichienne qui a pour objet l'entretien des lieux de mémoire des victimes de guerres.

## Missions
Fondée en 1919, l'Österreichisches Schwarzes Kreuz a pour but la prise en charge, la conservation et la construction de nécropoles pour les victimes civiles de bombardements, les victimes de persécution politique, les réfugiés et les soldats. 
La nationalité du concerné ne joue aucun rôle. La ÖSK aide également à la recherche des tombes de victimes de guerre, assiste à l'exhumation, l'identification et le transfert des victimes dans leur pays d'origine.
La ÖSK considère le travail de la jeunesse comme très important. C'est ainsi que des camps de jeunesse internationaux sont organisés en Autriche, en Italie, en Croatie, en Allemagne ou en Russie dans le but d'aider à l'entretien des nécropoles et des cimetières.
Les ressources financières pour l'entretien des 241 000 tombes sont obtenues grâce à des dons, des collectes, des cotisations.
La ÖSK est connu pour ses quêtes de la Toussaint.